# Eliezer Yudkowsky
Eliezer Shlomo Yudkowsky (11 de septiembre de 1979) es un blogger estadounidense, escritor y defensor de la inteligencia artificial amigable.

## Biografía
Yudkowsky es un residente del área de la Bahía de San Francisco. En gran parte es autodidacta,: 38  en el año 2000 cofundó la compañía no lucrativa llamada MIRI (por sus siglas en inglés, Machine Intelligence Research Institute), antes conocida como SIAI (por sus siglas en inglés, Singularity Institute for Artificial Intelligence) y sigue trabajando ahí como investigador de tiempo completo.: 599 

## Obra
Los intereses de Yudkowsky se enfocan en la teoría de Inteligencia Artificial para la autoconciencia, auto-modificación, la superación personal recursiva, en arquitecturas de inteligencia artificial y las teorías sobre decisión para estructuras motivacionales estables (particularmente en la IA Amigable y Voluntad Coherente Extrapolada).: 420  El trabajo más reciente de Yudkowsky trata sobre la teoría de la decisión para los problemas de auto-modificación y la paradoja de Newcomb.
Yudkowsky fue, junto con Robin Hanson, uno de los principales contribuyentes del blog Overcoming Bias, patrocinados por el Instituto del Futuro de la Humanidad de la Universidad de Oxford.En febrero de 2009, ayudó a fundar LessWrong, un "blog de la comunidad dedicado a perfeccionar el arte de la racionalidad humana".: 37  LessWrong ha sido cubierto en profundidad por el sitio web Business Insider. Los conceptos fundamentales de LessWrong han sido referenciados en columnas del periódico inglés The Guardian. este blog ha sido mencionado brevemente en los artículos relacionados con la singularidad tecnológica y el trabajo del Instituto de Investigación en Inteligencia de la Máquina (antes llamado Singularity Institute).
Yudkowsky contribuyó con dos capítulos del filósofo de Oxford Nick Bostrom y en el volumen editado Global Catastrophic Risks de Milán Ćirković.

### Fanfiction
Yudkowsky también ha escrito varias obras de ciencia ficción y otras obras de ficción. Su historia de ficción sobre Harry Potter, "Harry Potter y los Métodos de Racionalidad" ilustra los temas de la ciencia cognitiva y la racionalidad.: 37  La revista The New Yorker describió a esta obra como "la nueva versión de la historia original en un intento de explicar la magia de Harry a través del método científico."

## Algunas publicaciones
- Creando IA Amigable (2001)
- Niveles de Organización en la Inteligencia Artificial General (2002)
- Voluntad Coherente Extrapolada (2004)
- Teoría de Decisión Eterna (2010)
- Los Sistemas de Valores Complejos son necesarios para hacer realidad Futuros Valiosos (2011)
- Tiling Agents for Self-Modifying AI, and the Löbian Obstacle (2013) (en inglés)
- A Comparison of Decision Algorithms on Newcomblike Problems (2013) (en inglés)